# Região Administrativa Central (São Paulo)

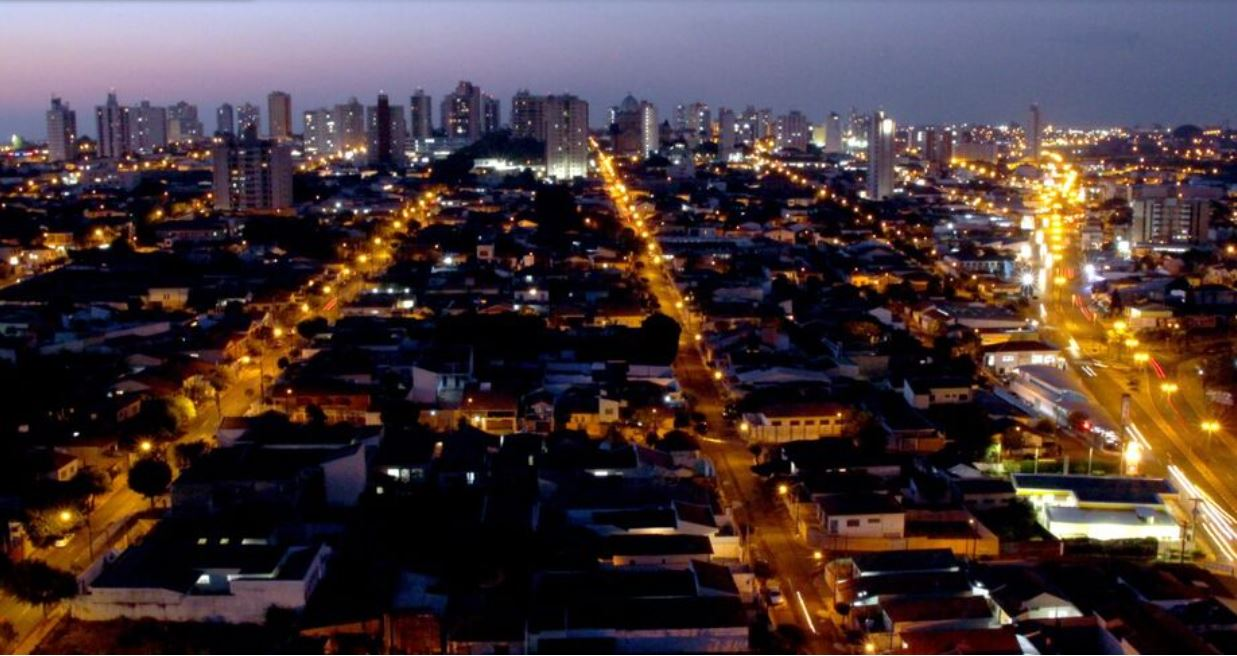

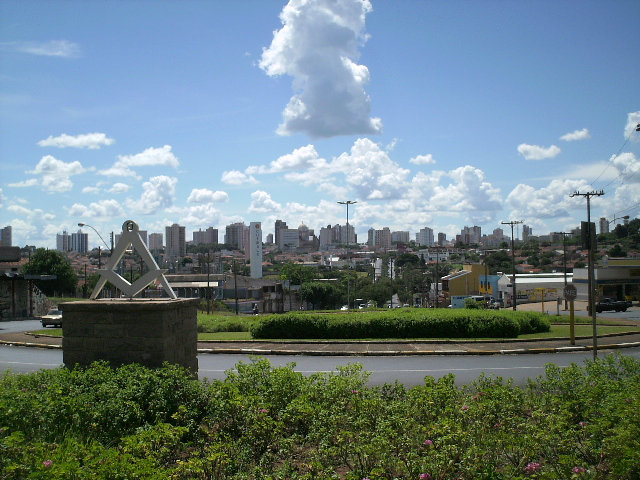
Vista parcial de Araraquara

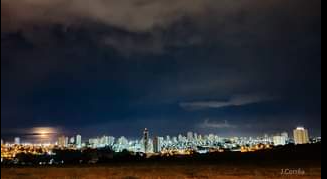

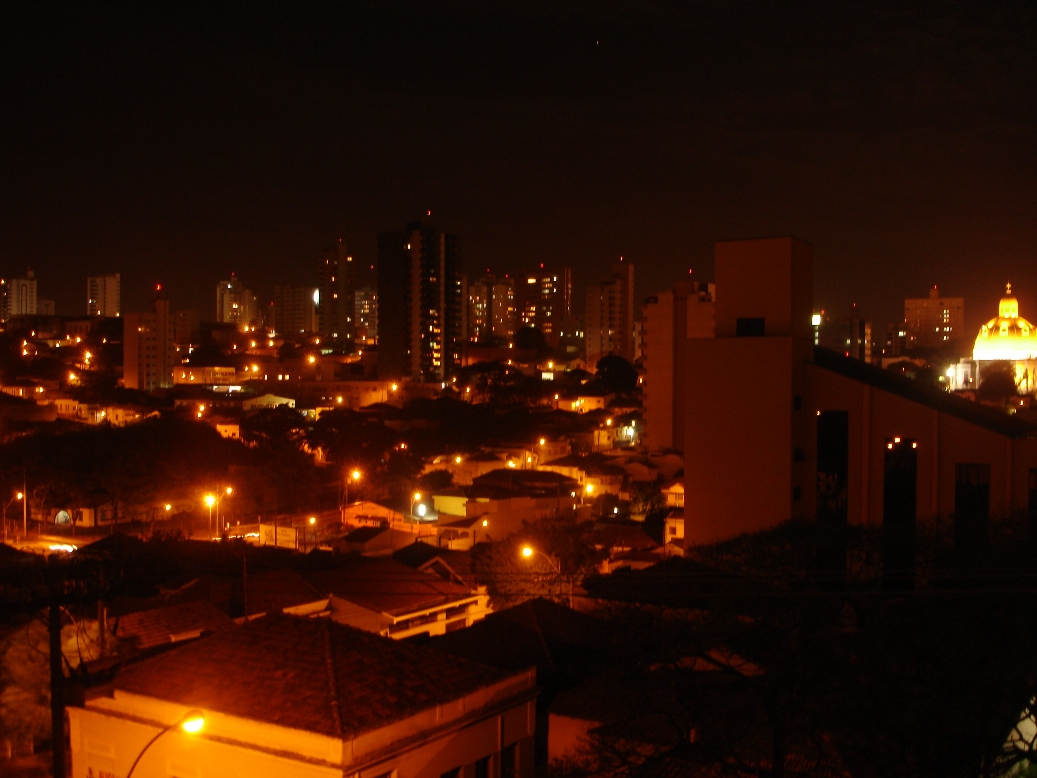
Vista parcial noturna de São Carlos

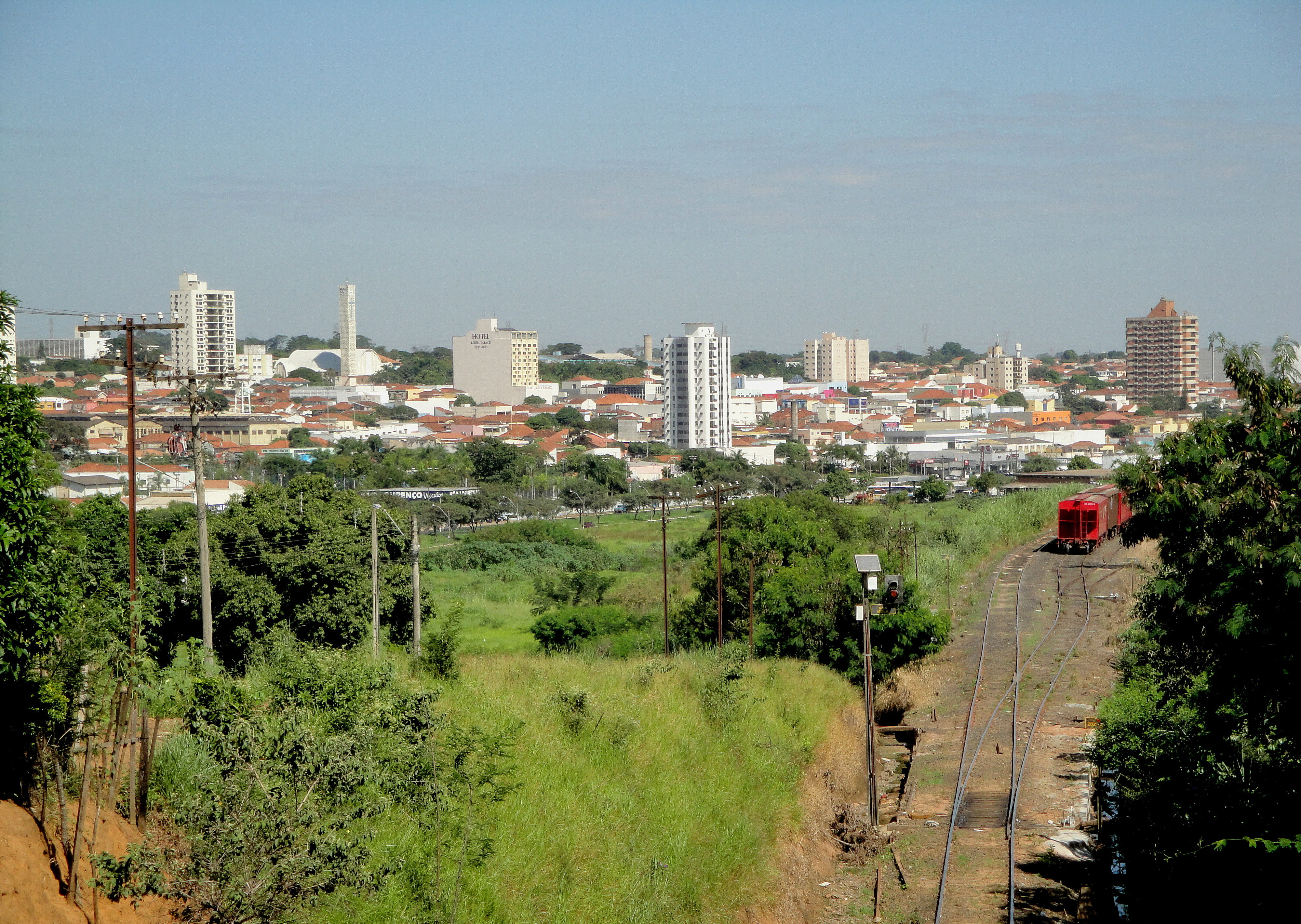
Vista parcial de Matão, através do Pontilhão do Jardim do Bosque

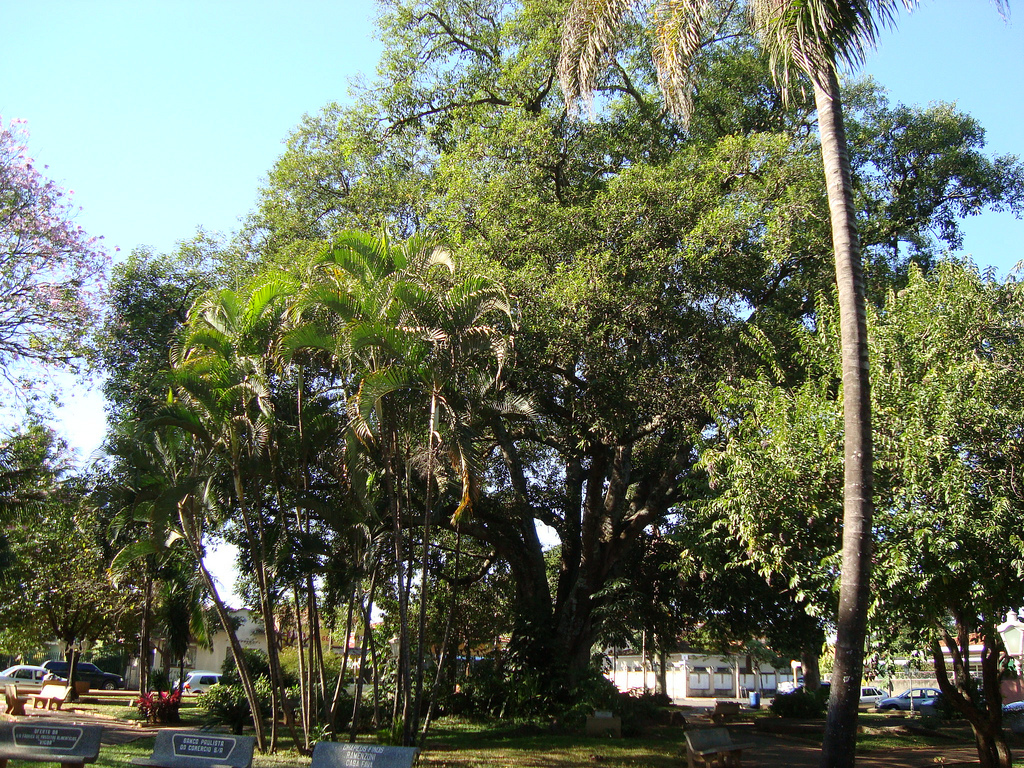
Figueira centenária na Praça Barão do Rio Branco, em Descalvado

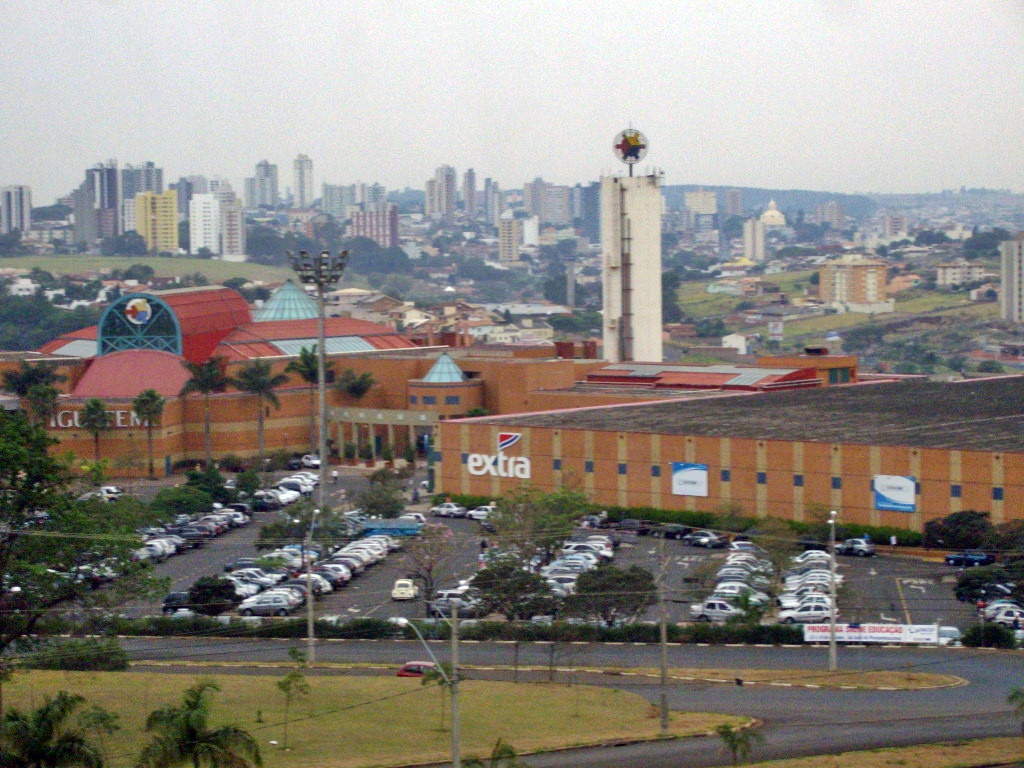
Shopping Iguatemi São Carlos

A Região Administrativa Central (RA12) é uma área de governo criada pelo poder executivo do estado de São Paulo através do Decreto n°32.141 de 14 de agosto de 1990,  reúne 26 municípios com uma população de mais de um milhão de habitantes e um PIB de 29 bilhões. Os maiores são: São Carlos com 254.822 habitantes, Araraquara com 252.318 habitantes. (IBGE/2015)
A distância rodoviária mínima entre os dois municípios é hoje de 28 km, divididas apenas por uma autoestrada que é praticamente uma avenida de ligação entre o km 240 e o km 268 da Rodovia Washington Luís, que são os limites de acesso urbano de cada cidade pela rodovia.

## Regiões de governo
- Araraquara
- São Carlos

## Municípios
- Américo Brasiliense
- Araraquara
- Boa Esperança do Sul
- Borborema
- Cândido Rodrigues
- Descalvado
- Dobrada
- Dourado
- Fernando Prestes
- Gavião Peixoto
- Ibaté
- Ibitinga
- Itápolis
- Matão
- Motuca
- Nova Europa
- Porto Ferreira
- Ribeirão Bonito
- Rincão
- Santa Ernestina
- Santa Lúcia
- Santa Rita do Passa Quatro
- São Carlos
- Tabatinga
- Taquaritinga
- Trabiju

## Municípios e suas populações
| MUNICÍPIO                 | POPULAÇÃO (2024) | PIB (2013) | PIB per capita (2013) | IDH-M (2010) |
| ------------------------- | ---------------- | ---------- | --------------------- | ------------ |
| São Carlos                | 254.830          | 8.903.088  | 37.652,04             | 0,805        |
| Araraquara                | 226.588          | 7.414.759  | 33.394,40             | 0,815        |
| Matão                     | 81.439           | 3.148,970  | 39.104,04             | 0,773        |
| Ibitinga                  | 57.649           | 1.051,386  | 18.598,40             | 0,747        |
| Taquaritinga              | 56.587           | 1.030,623  | 18.337,19             | 0,748        |
| Porto Ferreira            | 54.761           | 1.456,553  | 26.945,25             | 0,751        |
| Itápolis                  | 42.343           | 1.190,554  | 28.400,62             | 0,744        |
| Américo Brasiliense       | 38.202           | 633.420    | 17.043,46             | 0,751        |
| Ibaté                     | 33.535           | 550.441    | 16.776,62             | 0,703        |
| Descalvado                | 32.980           | 1.056,514  | 32.413,37             | 0,760        |
| Sta. Rita do Passa Quatro | 27.502           | 543.879    | 19.841,63             | 0,775        |
| Tabatinga                 | 15.881           | 170.742    | 10.952,00             | 0,704        |
| Borborema                 | 15.569           | 274.819    | 17.921,02             | 0,730        |
| Boa Esperança do Sul      | 14.546           | 209.393    | 14.585,71             | 0,681        |
| Ribeirão Bonito           | 12.909           | 241.303    | 18.925,72             | 0,712        |
| Rincão                    | 10.796           | 151.163    | 14.038,13             | 0,734        |
| Nova Europa               | 10.439           | 255.450    | 25.272,10             | 0,765        |
| Dourado                   | 8.897            | 248.081    | 27.924,50             | 0,738        |
| Santa Lúcia               | 8.687            | 96.215     | 11.170,90             | 0,737        |
| Dobrada                   | 8.592            | 81.632     | 9.681,23              | 0,718        |
| Fernando Prestes          | 5.760            | 133.840    | 23.333,29             | 0,758        |
| Santa Ernestina           | 5.681            | 75.665     | 13.272,15             | 0,738        |
| Gavião Peixoto            | 4.688            | 99.961     | 21.566,50             | 0,719        |
| Motuca                    | 4.607            | 65.945     | 14.544,61             | 0,741        |
| Cândido Rodrigues         | 2.780            | 65.151     | 23.545,83             | 0,789        |
| Trabiju                   | 1.664            | 34.148     | 20.885,52             | 0,722        |
| Total                     | 1.024.391        | 29.183.695 | 28.488,82             | 0,744        |

## Meios de comunicação

### Emissoras de televisão
Araraquara
- Record News - canais 9 e 35 HD
- TV Cultura Paulista - canal 31
- TV Morada do Sol (TV Brasil) - canal 55[7]
- TV Circulando - canal 99 (Claro TV)

Matão
- TV Matão - canal 58
- TV Process (Claro TV)

São Carlos
- EPTV Central - Rede Globo - canal 6
- TVE São Carlos - canal 47
- TV Nova São Carlos - canal 23 (Claro TV)
- TV Max - canal 23 (Claro TV) [8]
- TV São Carlos - canal 7 e canal 99 (Claro TV)[9]

## Shopping centers
Araraquara
- Shopping Jaraguá Araraquara - O maior da região, passa por ampla expansão; serão construídas mais 70 lojas, entre âncoras, megalojas e satélites, passando a oferecer um catálogo de mais de 190 lojas, e prestes a inaugurar dois dos mais renomados restaurantes da atualidade:     Coco Bambu e Outback
- Shopping Lupo - Localizado no centro da cidade, oferece uma ampla variedade de opções de lojas e restaurantes.
- Tropical Shopping (desativado) - (passa por remodelação pelo grupo Aché, de produtos farmacêuticos, que construirá também um complexo residencial e comercial nas proximidades)[10]
- Shopping da FUNCEF (planejado) - (planejado pela Fundação dos Economiários Federais, para funcionar no CEAR, onde está sendo construído um complexo econômico, residencial e uma nova unidade de hotel)[11]

São Carlos
- Iguatemi São Carlos - (O shopping reúne lojas de grifes nacionais e internacionais. Conta com três salas de cinema, uma sala de teatro, uma agência bancária e 101 lojas, sendo 5 delas lojas âncoras, Casas Pernambucanas, Hipermercado Extra, C&A, Renner e Riachuelo. Com a nova expansão do shopping, ele ganhará ainda duas mega lojas, sendo elas Ponto Frio e a Paquetá Esportes.)
- Shopping São Carlos - (Pertencente ao Grupo Encalso, que instalará um shopping no centro da cidade de São Carlos, com conceito total, ou seja; prédio residencial, prédio comercial, uma universidade e shopping center com 202 lojas, inauguração prevista para Outubro de 2016)[12]
- Shopping Estação Damha Mall - (anexo ao Damha Golf Club (Convenience Center ou "Estação Damha Mall", inaugurado em 28 de junho de 2013)[13][14] [15] [16]
- Passeio São Carlos - Open Mall de 13.000 m² de ABL, que contará com 35 lojas, 2 âncoras, sendo uma delas o Savegnago Supermercados e a outra um Home Center Telhanorte[17], além de uma megalojas, um drive-thru e  praça de alimentação, previsto para ser inaugurado em Novembro de 2015)[18][19][20]

## Artes e cultura
- Teatro Municipal de Araraquara
- Teatro de Arena Araraquara
- Teatro do Sesc de Araraquara
- Teatro Municipal de São Carlos
- Teatro de Arena de São Carlos
- Teatro do Sesc de São Carlos
- Oficina Cultural Regional Sérgio Buarque de Holanda - CEMAC (São Carlos)
- Anfiteatro Adriana Manzim (Matão)
- Teatro Municipal Geraldo Alves (Itápolis)

## Turismo e lazer
Araraquara
- Centro Internacional de Convenção Dr. Nelson Barbieri
- Museu Ferroviário de Araraquara
- Estádio Municipal Olivério Bazzani Filho - Arena da Fonte Luminosa
- MAPA - Museu de Arqueologia e Paleontologia de Araraquara
- Museu dos Esportes
- Parque do Basalto
- Parque do Pinheirinho
- Museu a Céu Aberto Boulevar dos Oitis
- Museu Histórico Pedagógico Voluntários da Pátria
- Clube Náutico Araraquara (Araraquara/Américo Brasiliense)
- Praça do DAAE - Fonte Luminosa

Borborema
- Quermesse de São Sebastião de Borborema
- Carnaval de Borborema
- Semana Festiva do aniversário da cidade de Borborema
- Rodeio de Borborema
- Quermesse e Comemoração no Santuário de Nossa Senhora Aparecida de Borborema
- Território dos Enxovais e Bordados de Borborema
- Prainha Municipal do Juqueta de Borborema
- AgroEcoTurismo em Borborema

Ibaté
- Rodeio de Ibaté

Ibitinga
- Clube Náutico Matão
- Bordados e Enxovais de Ibitinga

São Carlos
- São Miguel Park Convention Center
- Damha Golf Club
- São Carlos Clube
- Estação Cultura
- Museu Histórico e Pedagógico Cerqueira César
- Catedral de São Carlos
- Praça Paulino Botelho (antigo Jardim Público)
- Museu da Ciência Professor Mario Tolentino
- Represa do Broa (São Carlos/Itirapina)
- Represa do 29
- Tusca
- Festa do Clima de São Carlos
- Festa do Milho de Água Vermelha

Taquaritinga
- Clube Náutico Taquaritinga
- Carnaval de rua (Trio Elétrico Batatão)
- Museu histórico de Taquaritinga
- Escola Técnica de Arte Municipal Santa Cecília
- Serra de Jaboticabal

## Infraestrutura
Aeroportos
- Aeroporto de Araraquara (asfaltado)
- Aeroporto de Ibitinga (asfaltado)
- Aeroporto de Itápolis (asfaltado)
- Aeroporto de Matão (terra)
- Aeroporto Internacional de São Carlos (asfaltado)

Porto Seco
- EADI (Porto seco) de São Carlos (criado em 24 de agosto de 2006)
- Condomínio Logístico São Carlos (Porto seco) - (localizado junto ao Aeroporto de São Carlos) [21][22]
- Terminal Internacional de Cargas - (TECA) (será implantado junto ao Aeroporto de São Carlos) [23]
- Terminal intermodal ferroviário de Américo Brasiliense e Araraquara da ALL (inaugurado em 8 de março de 2012)[24]
- Capital Realty (Porto seco) de Araraquara - (Será implantado junto ao Aeroporto de Araraquara) [25]

Rodoviárias
- Terminal Rodoviário de Araraquara
- Terminal Rodoviário de Borborema
- Terminal Rodoviário de Ibaté
- Terminal Rodoviário de Ibitinga
- Terminal Rodoviário de Itápolis
- Terminal Rodoviário de Matão
- Terminal Rodoviário de Taquaritinga
- Terminal Rodoviário de Descalvado
- Terminal Rodoviário de Porto Ferreira
- Terminal Rodoviário de Santa Rita do Passa Quatro
- Terminal Rodoviário de São Carlos

Rodovias
- SP-215 - Rodovia Dr. Paulo Lauro e Dep. Vicente Botta e Rodovia Luís Augusto de Oliveira
- SP-255 - Rodovia Antônio Machado Sant'Anna e Rodovia Comendador João Ribeiro de Barros
- SP-257 - Rodovia Deputado Aldo Lupo
- SP-304 - Rodovia Deputado Leônidas Pacheco Ferreira
- SP-310 - Rodovia Washington Luís
- SP-317 - Rodovia Doutor Maurício Antunes Ferraz
- SP-318 - Rodovia Engenheiro Thales de Lorena Peixoto Junior
- SP-319 - Rodovia Engenheiro Thyrso Micali
- SP-323 - Rodovia José Della Vecchia
- SP-326 - Rodovia Brigadeiro Faria Lima
- SP-328 - Rodovia Luís Pizetta e Rodovia Angelo Roberto
- SP-330 - Rodovia Anhangüera
- SP-331 - Rodovia Deputado Victor Maida
- SP-333 - Rodovia Nemesio Cadetti, Rodovia Laurentino Mascari e Rodovia Dr. Mario Gentil
- SPA-149/215 - Rodovia Municipal Domingos Innocentini

## Igreja Católica
- Diocese de São Carlos
  - Basílica de São Bento de Araraquara
  - Catedral de São Carlos